# Diana Clapham
Diana Clapham, née le 8 juin 1957 à Kuala Lumpur en Malaisie, est une cavalière britannique de concours complet. 
Elle est médaillée d'argent de concours complet par équipe aux Jeux olympiques d'été de 1984 à Los Angeles.